# Mega reserva Baviaanskloof
La mega reserva Baviaanskloof  es un área protegida en la Provincia de Cabo Oriental, Sudáfrica.

## Características
El Baviaanskloof - (en holandés "Valle de los babuinos") - se encuentra entre las cordilleras de Baviaanskloof y Kouga. El punto más oriental del valle está a unos 95 km al noroeste de la ciudad costera de Port Elizabeth.
El área de Baviaanskloof incluye un grupo de áreas protegidas formales administradas por la Junta de Parques de Eastern Cape que totaliza alrededor de 500,000 hectáreas de los cuales la más conocida son las184 385 ha de la  Baviaanskloof Nature Reserve, la tercera área protegida más grande de Sudáfrica. La Reserva Forestal Baviaanskloof fue establecida en 1920 La reserva de bosque Baviaanskloof fue establecida en 1920. También incluye la Reserva Natural de Groendal y la Reserva Natural de Formosa y abarca tierra privada.

El área de Baviaanskloof es una de las más destacadas bellezas naturales, debido a sus formas terrestres espectaculares, una gran variedad de plantas y una gran variedad de animales. El área es parte  del Región floral del Cabo sitio de Patrimonio Mundial desde 2004.